# Autobahn 604

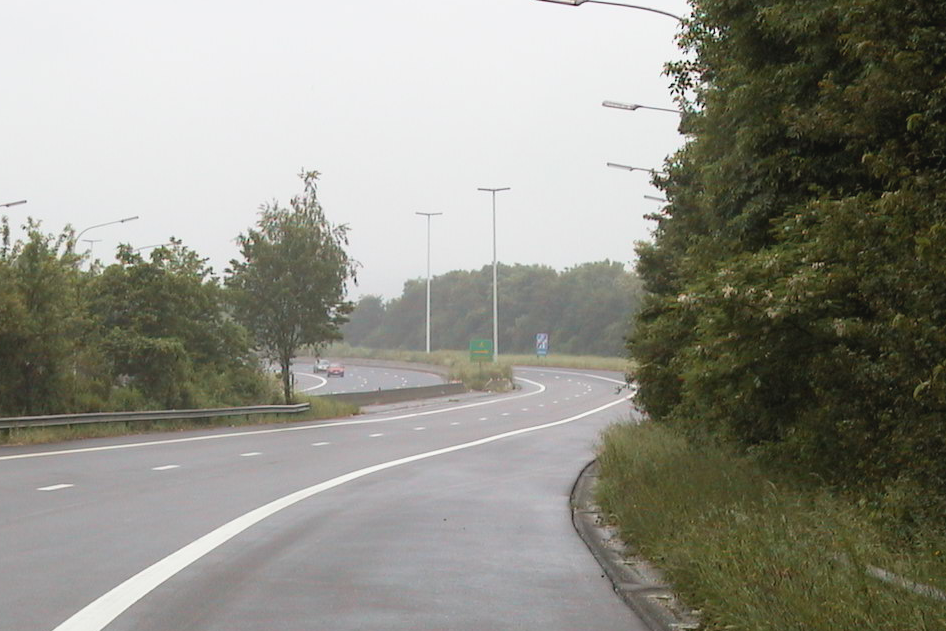
A604

Die belgische Autobahn 604, auch auf franz. Autoroute 604 bzw. niederl. Autosnelweg 604 genannt, ist eine Stadtautobahn, die am Flughafen Lüttich (Bierset) beginnt und in Seraing endet. Ihre Gesamtlänge beträgt fünf Kilometer. 

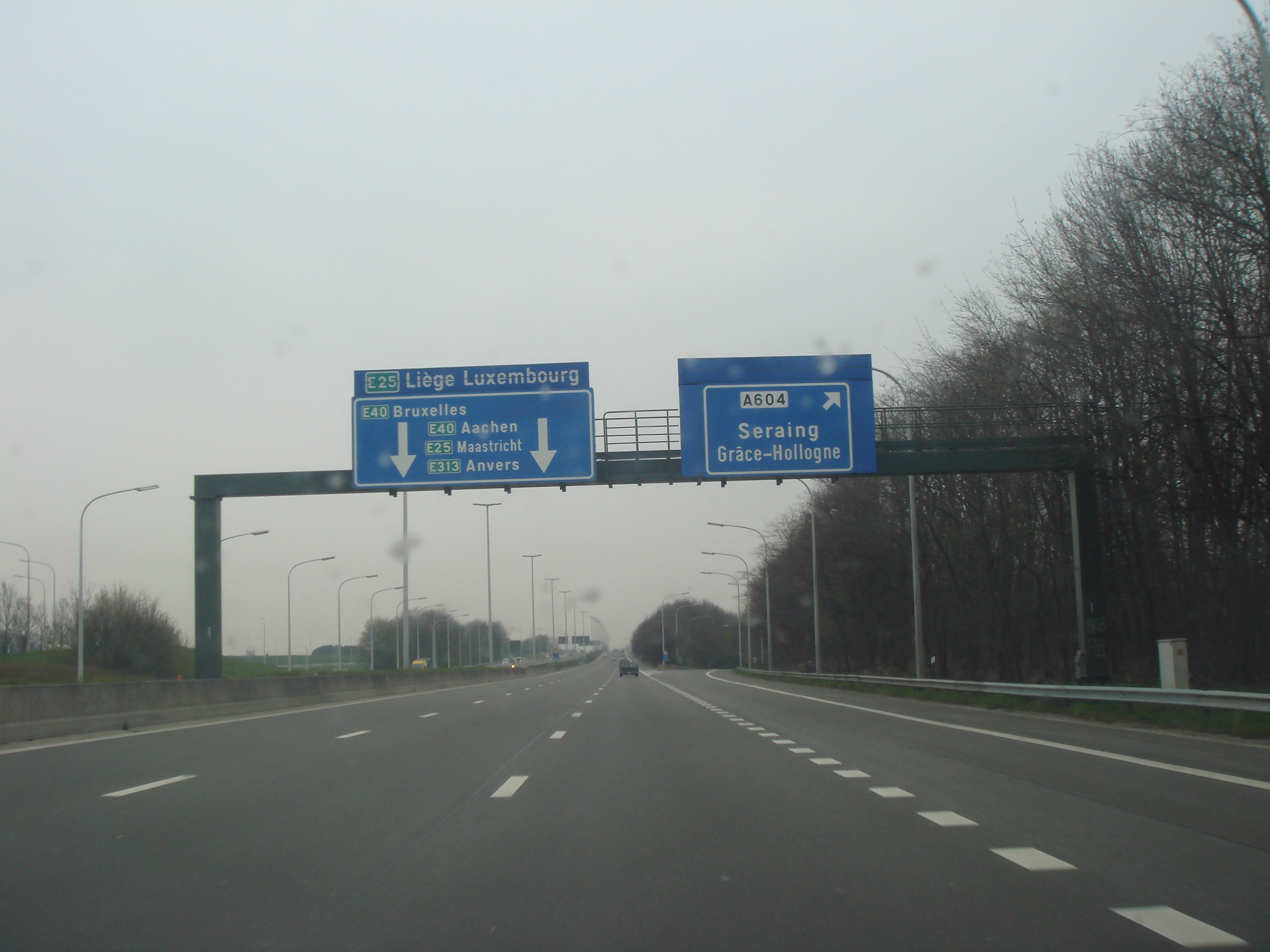
Ausfahrt auf die A604

Im Südwesten Lüttichs verbindet sie die A15 mit einzelnen Vorstädten, mit einem Industriegebiet sowie mit den Straßen N617 und N90, welche am Maasufer entlanglaufen.
Die A604 sollte ursprünglich Teil eines Lütticher Autobahnring R7 sein und die A15 mit der A26 verbinden, wurde jedoch nur bis Seraing ausgebaut.